# قشلاق‌ملا
قشلاق‌ملا (به کردی: قشڵاخ مەلا، Qişllaxmela) روستایی از توابع بخش سرشیو شهرستان سقز است که در استان کردستان ایران قرار دارد.

## جمعیت
این روستا در دهستان ذوالفقار واقع شده و براساس سرشماری سال ۱۳۸۵، جمعیت آن ۳۰ نفر (۱۰ خانوار) بوده‌است.